# Maestro della Virgo inter Virgines
Il Maestro della Virgo inter Virgines (fl. XV secolo) è stato un pittore anonimo olandese attivo tra il 1470 e il 1500.
Fu studiato per primo dal pioniere dell'arte fiamminga Max Friedländer a partire da una tavola (Madonna tra le sante vergini) nel Rijksmuseum di Amsterdam. Fu pittore ed incisore, attivo soprattutto a Delft. 
Oltre alla tavola ad Amsterdam, gli sono attribuite una Crocifissione agli Uffizi, una Sepoltura alla Walker Art Gallery di Liverpool e un'Adorazione dei Magi alla Pinacoteca di Brera.
Le sue opere sono dotate di una forte carica espressiva ed emozionale, che lo colloca nell'ambito di Geertgen tot Sint Jans, attivo in quegli stessi anni ad Haarlem.